# Frein de bouche

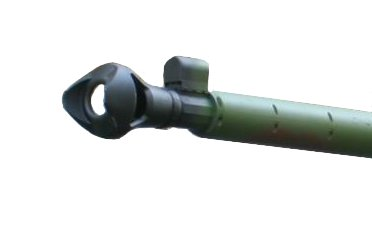
Frein de bouche du canon de 105 mm d'un AMX-10 RC.

Le frein de bouche est un dispositif situé à l'extrémité ou « bouche » du canon d'une arme à feu. Son rôle est de dévier les gaz de propulsion pour diminuer les effets du recul et le relèvement de l'arme en cas de tir rapide. Les freins de bouche sont utilisés sur les armes de guerre et sur certaines pièces d'artillerie de gros calibre. Ils sont également particulièrement intéressants pour le tir sportif de vitesse où l'immobilité de l'arme est déterminante.

## Concept du frein de bouche

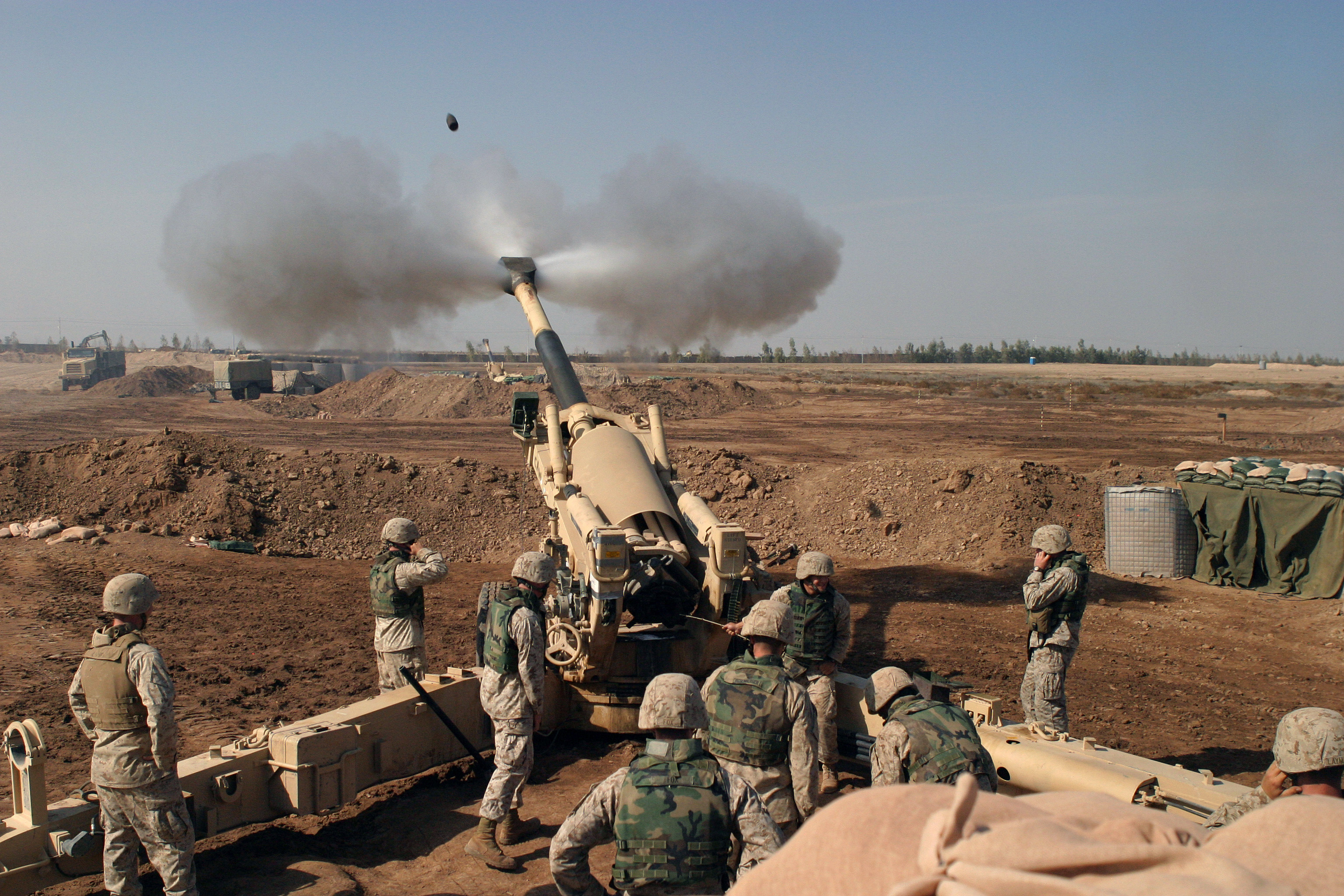
Le frein de bouche d'un obusier américain M198 disperse les gaz de propulsion sur le côté.

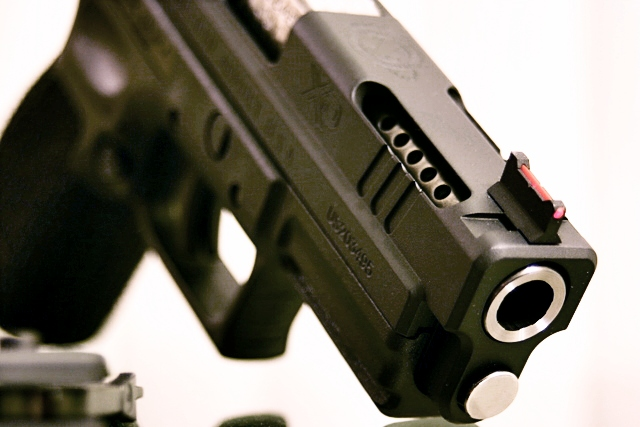
Canon du pistolet semi-automatique HS-2000/Springfield XD, montrant les orifices d'évacuation.

Le frein de bouche vise a réduire deux phénomènes, le recul et le relèvement du canon.

### Recul
Le recul est le résultat de la conservation de la quantité de mouvement : puisque le projectile et les gaz partent vers l'avant, l'arme doit partir en arrière avec une quantité de mouvement égale et opposée. Il n'est pas possible de réduire la part du recul due directement au projectile puisqu'on souhaite qu'il ait la masse et la vitesse les plus grandes possible, en revanche on peut agir librement sur les gaz une fois qu'ils ont fini le travail propulsif. La masse des gaz représente une fraction très variable mais significative de la masse du projectile et sa vitesse peut être nettement plus grande, de sorte que la quantité de mouvement en jeu est importante.

### Relèvement du canon

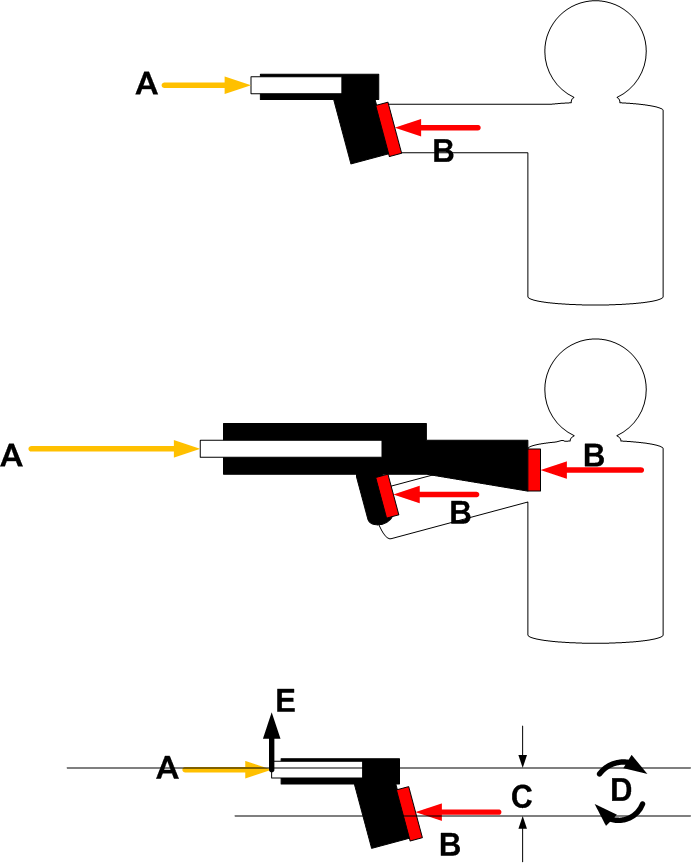
Schéma des forces relevant une arme à feu.
La pression des gaz de propulsion pousse vers l'arrière selon l'axe du canon (A). Le tireur exerce une force opposée (B) au niveau de la poignée (et éventuellement de la crosse). L'axe du canon et le point de contact moyen du tireur présentent une différence de hauteur (C). Les forces A et B créent donc un moment (D), qui fait tourner l'arme en relevant son canon (E).

Le canon des armes à feu a tendance à se relever après le tir.
La raison principale en est que pour presque toutes les armes à feu, l'axe du canon est situé au-dessus du point de contact avec le tireur (ou pour les pièces d'artillerie chargées par la culasse, au-dessus de l'affût). La pression des gaz de propulsion s'exercent vers l'arrière, le long de cet axe, et la résistance s'exerce légèrement en dessous, ce qui crée un moment qui fait tourner l'arme sur son axe en relevant l'extrémité du canon. A contrario, les armes dont l'axe du canon est dans l'alignement de leur affût, comme les mortiers, ne sont pas sujets à un tel phénomène (l'énergie du recul est directement absorbée par le sol).

### Principe d'action du frein de bouche
Le frein de bouche redirige une partie des gaz de propulsion éjectés du canon après la sortie du projectile, de façon à ce qu'ils ne partent plus vers l'avant (ce qui contribueraient au recul, donc au relèvement). Selon l'arme, ces gaz seront dirigées vers l'arrière, vers les côtés, ou vers le haut, pour contrer le mouvement spontané de l'arme.
Sur le fusil d'assaut AK-74, le frein de bouche est aussi orienté légèrement sur la droite pour contrer le mouvement latéral de l'arme au moment du recul.
Une des méthodes les plus simples pour rediriger les gaz consiste à couper en biseau l'extrémité du canon comme sur certains fusils d'assaut AK-47, ce qui dirige une partie des gaz vers le haut. Cette modification ne s'oppose pas au recul, mais directement au relèvement de l'arme.
On peut aussi percer de petits trous dans la partie avant du canon. Ceux-ci redirigent une partie des gaz avant le départ du projectile, de manière à diminuer la tendance de l'arme à se relever. Ce concept est communément employé pour les fusils de chasse de gros calibre, dont le recul important rend le tir rapide difficile.
Il est aussi possible de ralentir l'éjection des gaz, méthode utilisée par des dispositifs tels que les silencieux et les chambres d'expansion.

## Les freins de bouches sur les canons de moyens calibres et de gros calibres
Tous les canons français de la première génération d’après-guerre (1945-1955), qu’il s’agisse de canons de véhicules blindés de combat ou d’artillerie de campagne furent équipés de freins de bouche.
Pour les chars de combat d’un tonnage supérieur à 35/40 tonnes, le montage d’un frein de bouche sur le tube n’apparaît pas déterminant en raison du comportement général au tir de la masse suspendue du véhicule. Ainsi le canon de 105 mm CN 105 F1 de l’AMX-30 ne sera pas équipé d'un frein de bouche, la suppression de cet organe rendant plus aisée l’observation du traceur du projectile tiré. Il en est de même sur les canons de chars étrangers de la même génération et ceux de la génération suivante. Le frein de bouche demeure néanmoins indispensable pour les artilleries de véhicules de combat légers et pour la plupart des matériels d’artillerie de campagne sur affûts et sur châssis automoteurs.

### Rendement
Les essais effectués ont démontré que l’on pouvait atteindre des rendements très supérieurs à 50%, comme les 70% du canon de 90 mm MECAR 90/47 mais le refoulement plus important des gaz vers l’arrière (fronts d’ondes de pression) devient difficilement supportable par le personnel à terre et provoque des détériorations sur les superstructures des véhicules et les optiques de visée. C’est pourquoi le rendement énergétique maximum des freins de bouche montés sur les artilleries mises en service entre 1945 et 1975 reste, en général, compris entre 30 et 40 %.

### Types de freins de bouche

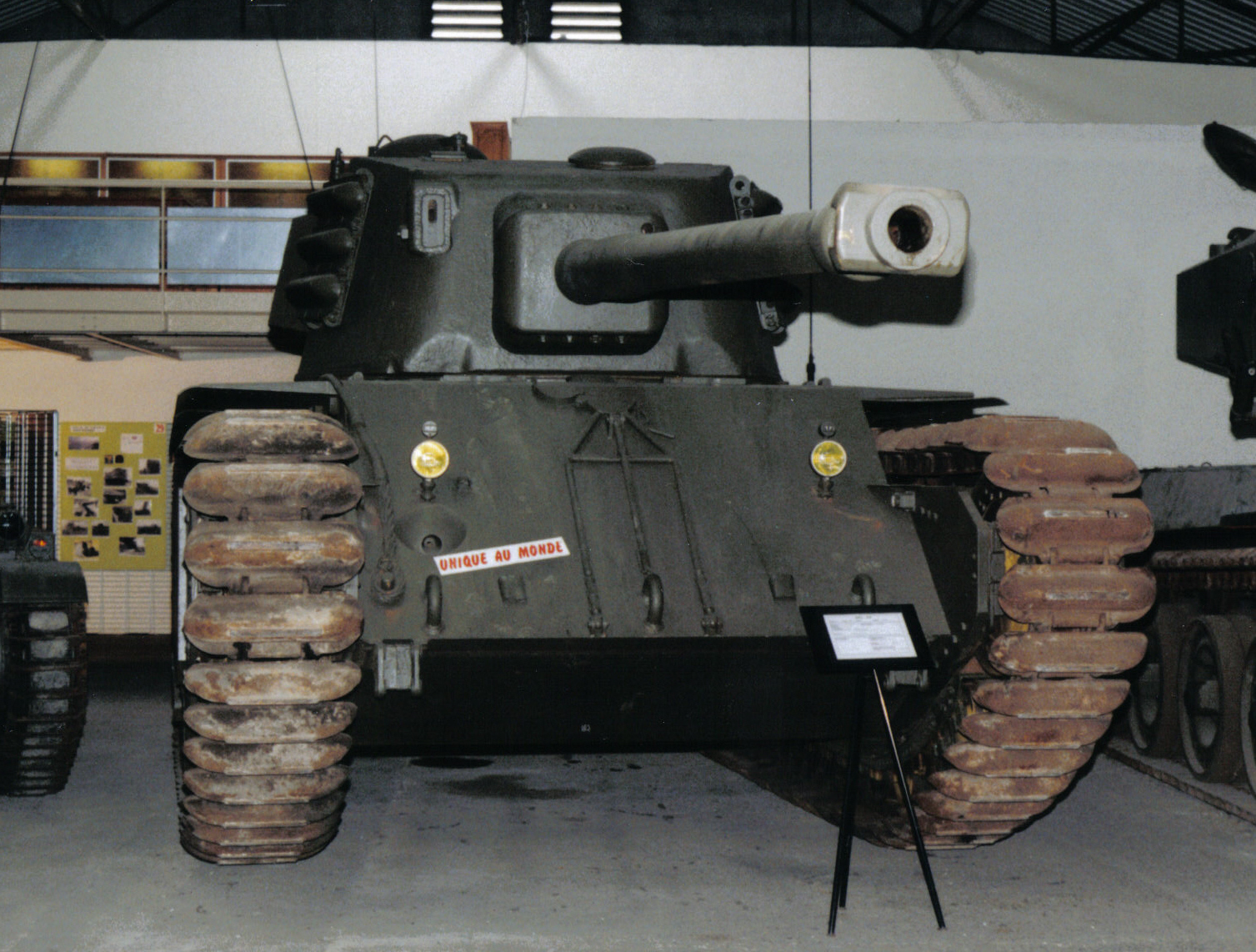
Le canon de 90 mm Schneider SA 45 du char de transition ARL-44 est doté d'un frein de bouche « à tiroir » similaire à celui du canon de campagne de 105 L36.
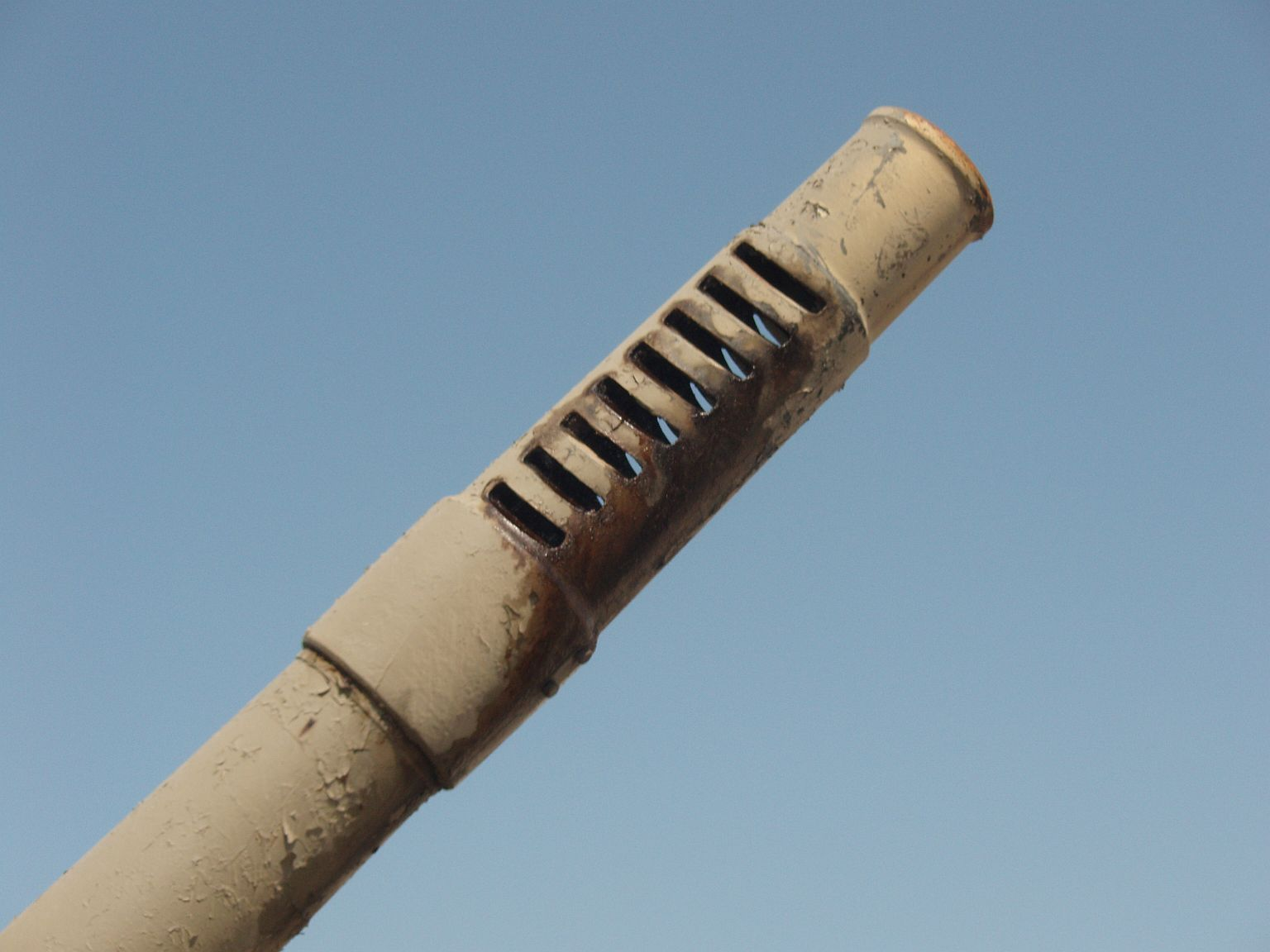
Frein de bouche à « ouïes » de l'obusier de 155 mm Modèle 50 reprenant le concept du frein de bouche de l’obusier allemand de 15 cm sFH 18/40.
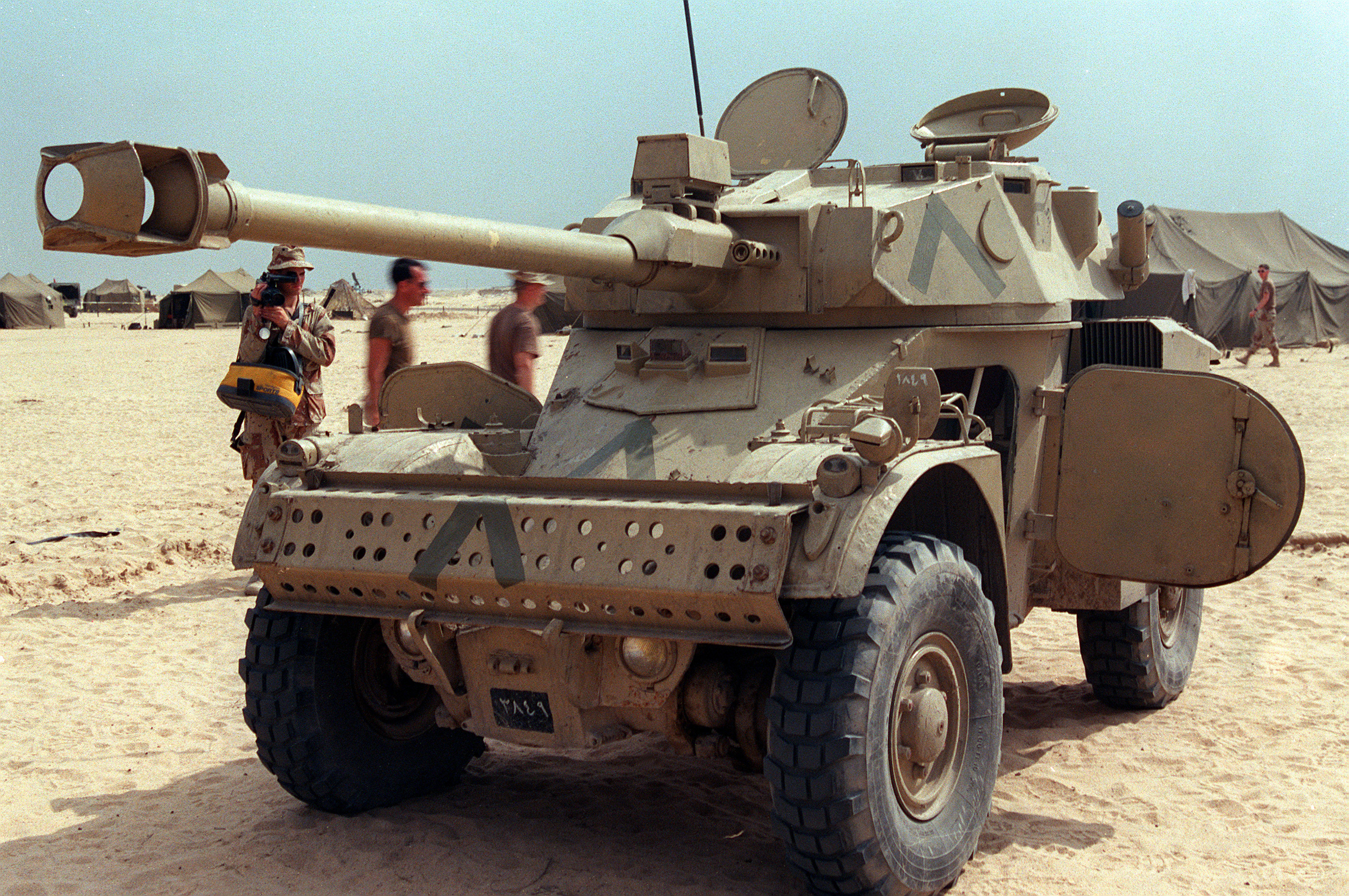
Le frein de bouche à deux étages d’aubes du canon de 90 mm à faible effort de recul CN 90 F1 armant l'AML-90.
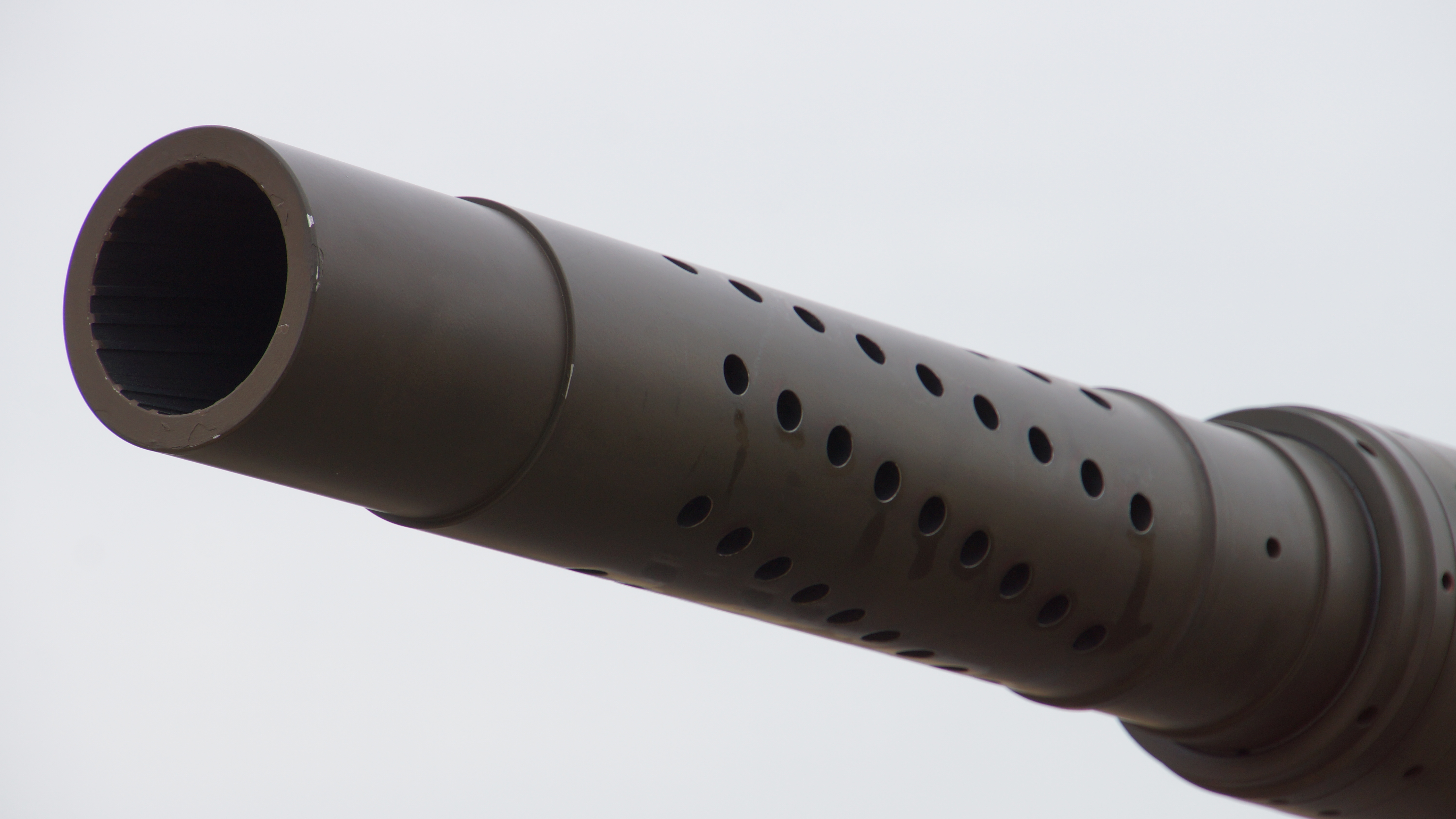
Gros plan sur le frein de bouche en « poivrière » du canon de 105 mm du Type 16 MCV japonais.

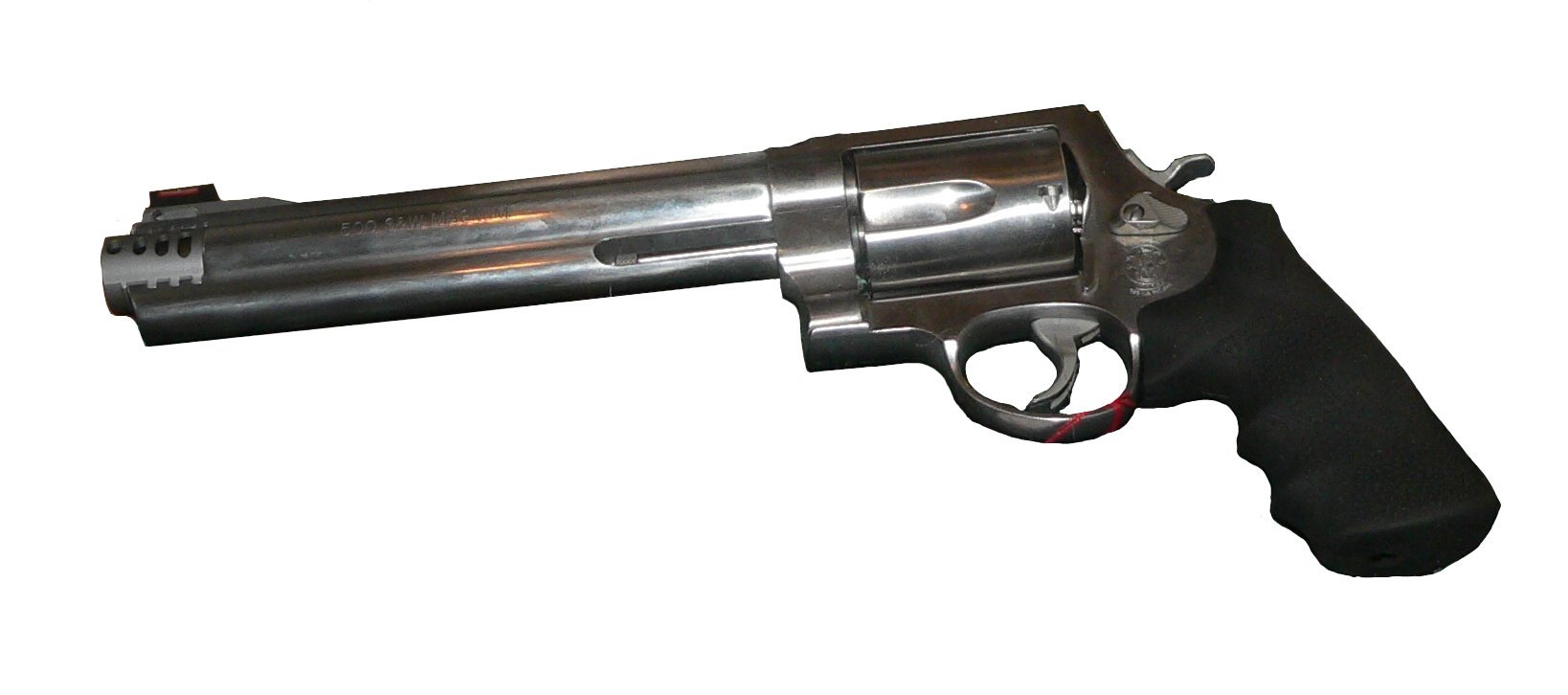
Le révolver Smith & Wesson Model 500 possède un petit frein de bouche.

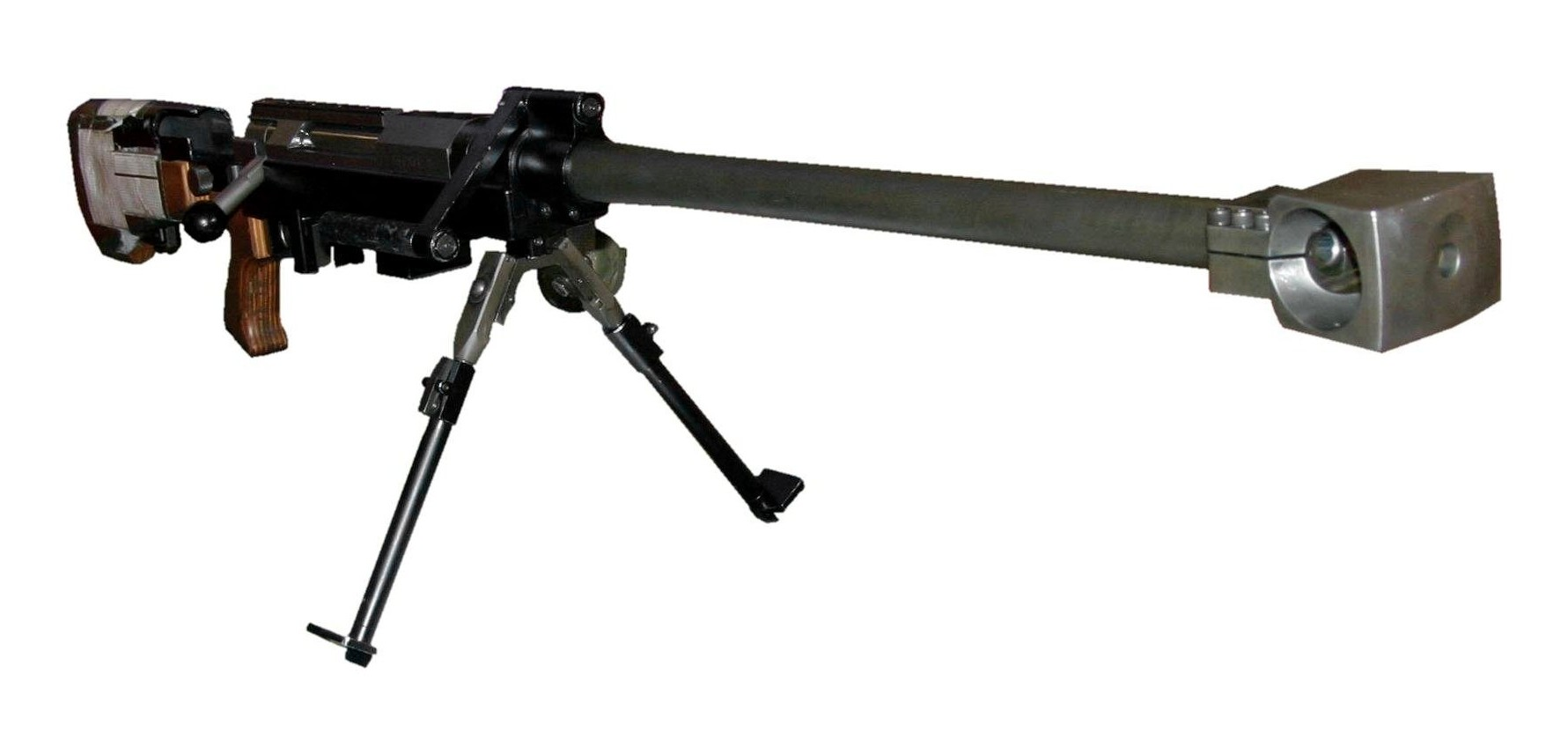
Important frein de bouche du fusil de précision PGM Hécate II.

## Avantages
L'efficacité dépend de la masse des gaz éjectés et de leur pression à l'extrémité du canon, ce qui signifie qu'ils sont plus efficaces avec des munitions de plus grand diamètre et de plus forte pression. Les freins de bouche réduisent le recul entre 10 % et 50 %[réf. nécessaire], même si certains fabricants[Lesquels ?] promettent un pourcentage supérieur. 
Réduire le relèvement du canon est particulièrement important pour les armes automatiques à tir rapide, ainsi que pour les fusils de précision : le tireur est ainsi capable de voir l'impact de son projectile grâce à sa lunette. La réduction du recul diminue aussi le risque de contact indésirable entre son crâne et celle-ci ou d'autres dispositifs situés près de son œil.
Un autre avantage est la réduction de la fatigue due au recul, qui diminue la précision des tirs successifs.

## Inconvénients

### Bruit
L'inconvénient le plus évident des freins de bouche est le volume sonore supérieur perçu par le tireur ou les servants des pièces, ainsi que l'augmentation de l'effet de souffle à l'extrémité du canon. Le son, le flash de lumière et l'onde de pression normalement émis dans la même direction que le projectile sont partiellement redirigés sur le côté ou même en arrière, en direction du personnel, ce qui peut provoquer des traumatismes acoustiques importants, ainsi que des traumatismes des sinus paranasaux.

« Les niveaux sonores enregistrés (sur des appareils certifiés) à l'extrémité du canon d'un revolver ou d'une carabine à haute vélocité munis d'un frein de bouche excèdent normalement 160 décibels. Les dommages permanents apparaissent dès 120 dB. Si vous lisez l'étiquette des meilleurs jeux de bouchons ou casques antibruits, vous découvrirez qu'ils n'offrent qu'une réduction de 22 à 31 décibels. Cela signifie que si vous utilisez un fusil avec frein de bouche, même avec une protection acoustique, vous subirez des dommages permanents. »

Les mesures indiquent qu'un frein de bouche placé sur un fusil augmente de 5 à 10 décibels le niveau sonore perçu par le tireur, atteignant des niveaux supérieurs à 160 dB (A) ± 3 dB. La pénibilité apparaît à environ 120 à 125 dB (A), certaines références situant le seuil de la douleur à 133 dB (A). Les casques antibruits actifs (qui neutralisent électroniquement les sons) réduisent le volume au niveau de l'oreille d'environ 17-33 dB, selon la hauteur des fréquences mesurées. Les casques antibruits passifs sont d'efficacité très variable, réduisant le volume de 20 dB à 30 dB, selon la façon dont ils sont utilisés. Utiliser des bouchons d'oreille en même temps qu'un casque antibruits permet d'obtenir une protection maximale, mais celle-ci n'est pas  suffisante pour éviter des dommages auditifs permanents, des études indiquant qu'elle ne peut dépasser 36 dB (C) (ce qui correspond à seulement 36 - 7 = 29 dB contre un niveau sonore de 160 dB (A). Cela signifie que pour 160 dB (A), la protection maximale laisse le tireur exposé à environ 131 dB (A), soit 11 dB au-dessus du niveau où se produisent des dommages permanents.

### Autres inconvénients
Les freins de bouche sont souvent assez volumineux, allongeant et alourdissant les armes où ils sont installés (ce qui n'est pas nécessairement un inconvénient).
Un autre inconvénient sérieux est que les gaz redirigés peuvent soulever des nuages de poussière et de débris, qui gênent la visibilité des servants et peuvent révéler la position de l'arme. Pour y remédier, les troupes mouillent souvent le sol devant les canons antichar, et les tireurs d'élite sont spécialement formés à supprimer ou dissimuler les effets des souffle latéraux de leurs fusils. 
A l'inverse, les chambres d'expansion et les silencieux n'ont pas de tels inconvénients, puisqu'ils ne redirigent pas les gaz, mais se contentent d'en réduire la vélocité.